# هاوسبای
هاوسبای (به آلمانی: Hausbay) یک شهر در آلمان است که در راین-هونسروک واقع شده‌است. هاوسبای ۱۹۴ نفر جمعیت دارد.